# عشق فراموشی (فیلم)
عشق فراموشی (به انگلیسی: Amnesia Love) فیلمی محصول سال ۲۰۱۸ و به کارگردانی آلبرت لانگیتان است. در این فیلم بازیگرانی همچون پائولو بالستروس، یام کونسپسیون، پولو راوالس و وندولف ایفای نقش کرده‌اند.